# Ви, Мишель
Мише́ль Сон Ви (англ. Michelle Sung Wie, кор. 위성미 — Ви Сон Ми; 11 октября 1989, Гонолулу, Гавайи) — американская гольфистка. Лауреат премии Laureus World Sports Awards в номинации Прорыв года.

## Биография

### Семья
Мишель Ви родилась в Гонолулу, Гавайи. Её родители родом из Южной Кореи. В 1980-х годах они переехали в США.

### Карьера
Мишель занялась профессиональным гольфом в октябре 2005, накануне своего шестнадцатилетия. До этого момента в биографии Мишель Ви уже проявила себя на соревнованиях как женских, так и мужских. Она выступала в составе Ассоциации профессионального гольфа (PGA), а также в Женской ассоциации профессионального гольфа (LPGA).
Ви начала играть в гольф в возрасте 4 лет. Уже к 10 она стала самой молодой гольфисткой за все время, выступающей на любительском чемпионате США по гольфу. В 2003 Мишель выиграла женский любительский чемпионат, также став самой молодой победительницей. В том же году в возрасте 13 лет спортсменка впервые приняла участие в соревнованиях LPGA.
Известная к тому же за свой рост (183 см), спортсменка частенько выступала на мужских соревнованиях, включая открытый чемпионат Sony (PGA), а также Hawaii Pearl в 2003 году. Благодаря показанным там впечатляющим приемам, Мишель Ви прочно расположилась где-то посередине рейтинга профессиональных игроков в гольф. К тому времени, когда спортсменке было 14, она показывала хорошие результаты на соревнованиях LPGA, включая дважды финиширование в десятке лучших, четырежды – в двадцатке.
В июне 2005 года, все ещё оставаясь любителем, Мишель на соревнованиях LPGA показала второй результат после Анники Соренстам. Когда же спортсменка стала заниматься гольфом профессионально, её банковский счет был уже многомиллионным благодаря контрактам с «Найк» и «Сони». К этому моменту Мишель сравнивали с Тайгером Вудсом не только за её талант, а ещё за способность привлечь публику.
В 2006 году в биографии Мишель Ви проходили преимущественно соревнования в PGA (среди мужчин). Как ни печально, спортсменка показывала не лучшие результаты. Несмотря на плохое исполнение, Ви надеялась продолжить выступать на мужских состязаниях. Тогда же на нее обрушились критики: многие были против того, чтобы Мишель занимала в турнире место какого-нибудь талантливого игрока в тот момент жизни, когда не может соревноваться с мужчинами. С 2008 года Мишель больше не пробовала участвовать в турнирах под эгидой PGA-тура. 
В 2007 году она упала во время пробежки и повредила левое запястье, спустя год стало известно, что во время этого падения она сломала три кости. В конце прошлого десятилетия Мишель почти не выходила на поле, а если выходила, то принимала четыре-пять обезболивающих перед началом раунда. Помимо боли Мишель приходилось бороться с критиками: некоторые считали, что она берет длительные паузы просто из-за полной растренированности и отсутствия формы.
До 2009 года у Ви не завоевала ни одного титула в LPGA. Уроженка Гавайев показывала невероятные результаты на юниорском уровне и в начале своей профессиональной карьеры, когда она на равных боролась с девушками, которые были старше ее на 10-20 лет. Тем не менее, первый титул она завоевала через месяц после своего 20-летия, а первый «мэйджор» и вовсе в 24. Постепенно сравнения с Тайгером Вудсом поутихли. К сожалению, полностью раскрыться Мишель мешали и продолжают мешать травмы.
Ви часто сравнивали с Анной Курниковой. Красивые, популярные и успешные девушки, но без крупного титула. В 2014 Мишель наконец победила на US Open и заткнула критикам рот. Тот трофей стал четвертым в ее карьере, а за прошедшие пять лет она победила всего раз — в 2018. В октябре того же года гольфистке была сделана операция, два месяца она не выступала, затем попыталась вернуться, но назвать эту попытку успешной нельзя. 
На своем последнем турнире в июне 2019 года, «мэйджор» KMPG Women’s PGA Championship, Мишель почти после каждого удара прикладывала к запястью лед. Она завершила турнир с показателем «+22» и, конечно, не прошла кат: «Я не знаю… Я просто не знаю, сколько еще смогу играть. Я стараюсь наслаждаться каждым раундом, даже если игра у меня совсем не идет, но мне действительно тяжело», — произнесла Ви на пресс-конференции со слезами на глазах.

### Личная жизнь
В марте 2019 года стало известно о помолвке Мишель и Джонни Уэста, сына легендарного баскетболиста НБА Джерри Уэста. 10 августа 2019 года Ви вышла замуж за Джонни Уэста. 10 января 2020 года стало известно, что супруги ожидают появления своего первенца-дочери летом.